# Аппий Клавдий Красс Инрегиллен (консул)
Аппий Клавдий Красс Инрегиллен (лат. Appius Claudius Crassus Inregillensis; умер в 349 году до н. э.) — римский политический деятель из патрицианского рода Клавдиев, консул 349 года до н. э.
Капитолийские фасты называют преномены отца и деда Аппия Клавдия — Публий и Аппий соответственно. Тит Ливий называет Аппия Клавдия внуком децемвира, что маловероятно с точки зрения хронологии. Возможно, Аппий был внуком военного трибуна 403 года до н. э. О его отце ничего не известно.
У Ливия Аппий Клавдий изображён, вслед за его сородичами, как ревностный защитник привилегий римского патрициата. Он выступал против законопроектов Гая Лициния Столона и Луция Секстия Латерана о допуске плебса к консульству.
В 362 году до н. э., когда Луций Генуций Авентинский, первый консул-плебей, возглавивший войско, потерпел поражение и погиб в бою с герниками, сенат назначил Аппия Клавдия диктатором. Тот соединил свежие силы с войском Луция Генуция, занявшим оборону в лагере под командованием легата Гая Сульпиция Петика, и разгромил врага.
В 349 году до н. э. Аппий Клавдий стал консулом совместно с Луцием Фурием Камиллом, но умер ещё в начале своего срока, во время подготовки к войне с галлами.